# Radbruch
Radbruch er en kommune i den nordvestlige del af Landkreis Lüneburg i den tyske delstat Niedersachsen, og er en del af Samtgemeinde Bardowick. Byen ligger ved jernbanen Hannover - Hamborg.